# Gonostoma denudatum
Gonostoma denudatum és una espècie de peix pertanyent a la família dels gonostomàtids.

## Descripció
- Pot arribar a fer 14 cm de llargària màxima.
- És fosc a la part dorsal i platejat als flancs.
- 14-15 radis tous a l'aleta dorsal i 28-31 a l'anal.
- Aleta dorsal adiposa.
- Desenvolupa fotòfors en arribar als 18-35 mm de llargada.[5][6][7]

## Hàbitat
És un peix marí i batipelàgic que viu entre 100 i 700 m de fondària i entre les latituds 45°N i 37°S. Els joves i els adults realitzen migracions verticals diàries entre 400 i 700 m durant el dia i 100-200 a la nit.

## Distribució geogràfica
Es troba a l'Atlàntic oriental (des de Portugal fins a Angola, incloent-hi les illes Açores i la mar Mediterrània), l'Atlàntic occidental central (20°N-5°S) i l'Àfrica austral.

## Observacions
És inofensiu per als humans.